# Polyrhaphis grandini
Polyrhaphis grandini är en skalbaggsart som beskrevs av Jean Baptiste Lucien Buquet 1853. Polyrhaphis grandini ingår i släktet Polyrhaphis och familjen långhorningar. Inga underarter finns listade i Catalogue of Life.